# Bohuslav Kimlička
Bohuslav Kimlička (19. září 1915 Louny – 7. června 1991 Bembridge) byl český stíhací pilot a příslušník Royal Air Force v období druhé světové války.

## Život

### Před druhou světovou válkou
Bohuslav Kimlička se narodil 19. září 1915 v Lounech. Přihlásil se k armádnímu letectvu, vystudoval vojenskou akademii a následně sloužil u leteckého pluku v Olomouci. Dosáhl hodnosti poručíka.

### Druhá světová válka
Po německé okupaci opustil Bohuslav Kimlička ilegálně Protektorát Čechy a Morava. Hranici do Polska přešel 11. července 1939 ve skupině vedené učitelem z Horní Bečvy Cyrilem Machem a pod velením por. Otakara Korce. Ve skupině byl dále i František Fajtl, Rudolf Fiala a Bedřich Dvořák. Z Polska se v červenci 1939 přesunul do Francie, kde byl prezentován 2. října 1939, dne 7. října byl nucen vstoupit do cizinecké legie, o tři dny později byl odeslán do výcvikového střediska v Chartres a zařazen do francouzského armádního letectva. Po pádu Francie v červnu 1940 se přes Oran a Casablancu evakuoval do Spojeného království, kam dorazil 2. srpna 1940. Zde vstoupil do Royal Air Force. Létal ve 312. a 313. československé stíhací peruti, v nejdelším období pak jako velitel letky u 310. československé stíhací peruti. Zúčastnil se Bitvy o Británii.  Od konce listopadu 1943 pak působil u pozemní obsluhy a od ledna 1944, kdy dokončil druhý operační turnus, na Inspektorátu československého letectva v Londýně. V Anglii se i oženil.

### Po druhé světové válce
Po skončení druhé světové války se Bohuslav Kimlička vrátil do Československa, po komunistickém převratu v únoru 1948 i se svou manželkou opět odešel do exilu. Usadil se v Bembridge na ostrově Wight, kde i 7. června 1991 zemřel. Pohřben je na hřbitově v Brookwoodu.

## Ocenění

### Vyznamenání
- 3x Československý válečný kříž 1939
- 1941 a 1942 Československá medaile Za chrabrost před nepřítelem
- 1945 Československá medaile za zásluhy I. stupně
- Pamětní medaile československé armády v zahraničí
- 1945 Hvězda 1939–1945
- Evropská hvězda leteckých posádek
- Válečná medaile 1939–1945
- Croix de Guerre

### Další ocenění

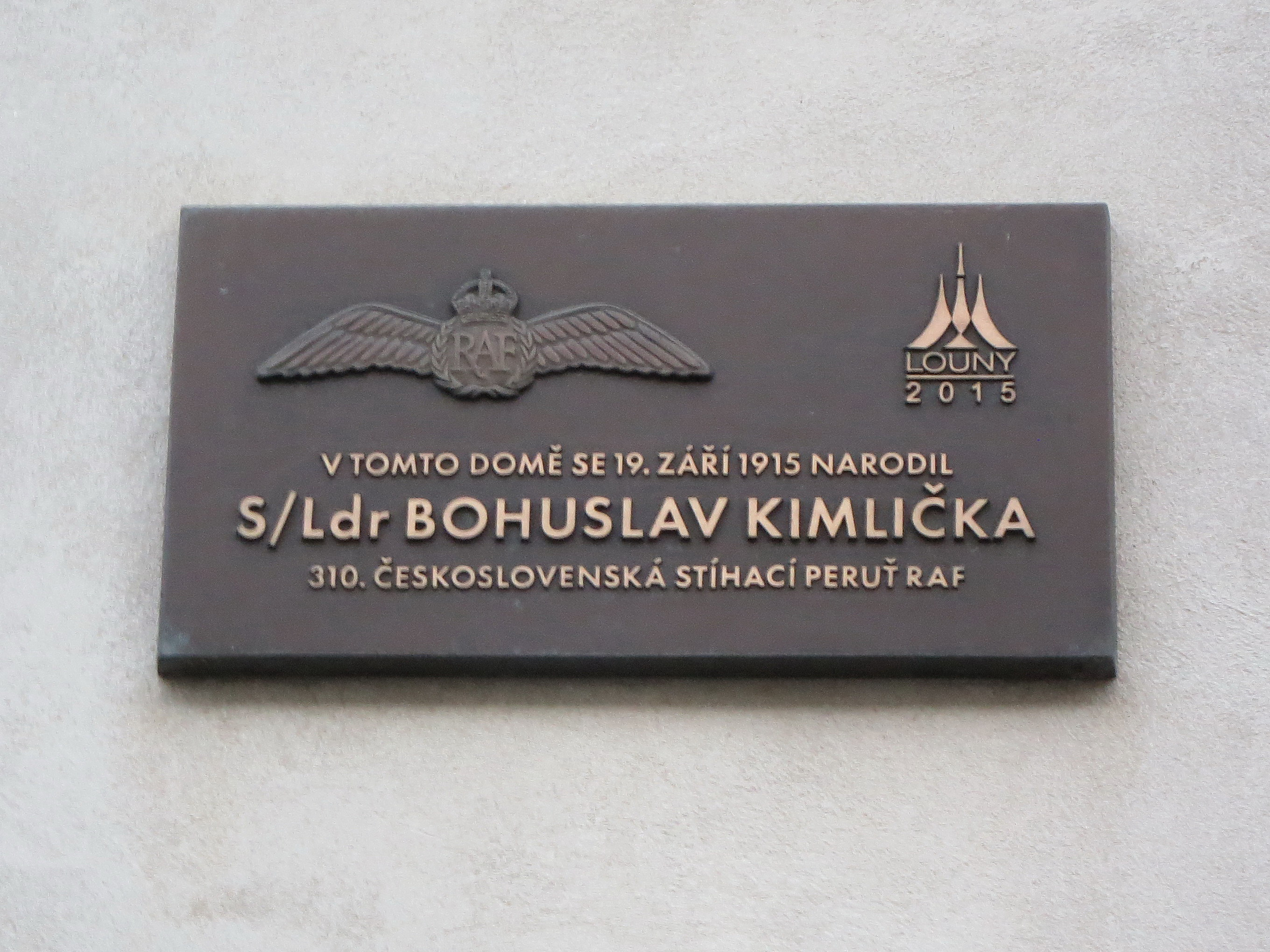
Pamětní deska Bohuslava Kimličky v Lounech

- V den jeho úmrtí 7. června 1991 byl Bohuslavu Kimličkovi udělen titul čestného občana Loun
- Po Bohuslavu Kimličkovi byla v rodných Lounech pojmenována jedna z ulic
- V roce 2015 byla na jeho rodném domě v Jablonského ulici čp. 530 v Lounech Bohuslavu Jablonskému odhalena pamětní deska[3][4]